# 公廨稲
公廨稲（くがいとう/くげとう）とは、日本の律令制における官稲の一種。各国の公出挙の量を朝廷が定めたものを指す。

## 概要
天平17年（745年）、大国40万束・上国30万束・中国20万束・下国10万束（ただし、飛騨国・隠岐国・淡路国は3万束、志摩国・壱岐国は1万束とされた）を正税から分離して出挙し、その利稲（収益）で官物の欠失未納を補填し、残りを国司の収入とした。それ以前については公田の地子稲を充てたり、国司に無利子で官稲を貸し与えてこれを出挙に準じて運用（「借貸」）させていたと考えられている。なお、公廨稲導入の主な目的については、国司の給与を確保する目的とする見方と、官物の不足分を補うことが目的であったとする見方が対立している。
公廨稲導入後、その補填や分配方法を巡って問題が生じたため、天平宝字元年（757年）10月1日に「公廨処分式」と称される具体的な規定が定められ、まず官物の欠負未納の補填、次に国儲に充てた上で残りを国衙の職員に分配した。すなわち、守6分・介4分・掾3分・目2分・史生1分・医師1分・博士1分の割合で分配するものとした。例えば、前述の職員が各1名の定員であった場合、6+4+3+2+1+1+1=17と言うことで配分予定の公廨稲は17等分されてそのうちの6つ分を守、4つ分を介……という具合で得分が決定されることになる。ただし、実際には定員が複数の官職がある（一番定員の少ない下国でも史生は2名置かれていた）場合や権官・遙任・年官などの形で任ぜられる者もあったが、その場合でも個々に規定通りの得分が与えられたため、更に細分化されることになっていた（掾2名・目2名・史生4名・その他1名の大国では6+4+3×2+2×2+1×4+1+1=26等分、史生2名・その他1名の下国では6+4+3+2+1×2+1+1=18等分）。国によって事情は異なるものの、1つ分がほぼ2千束になる見通しで運用されていたと考えられている。この式によって、公廨稲が官物の不足を補うために用いることが優先される一方で国司の得分としての性格が強められることになり、後に朝廷が官物の欠失未納分を強制的に補填させることを「公廨を奪う（没する）」と称するようになった。また、その後も国司の交替時に前任者と後任者の間でどのように分配するかなど、たびたび紛争の元となった。更に自分たちの得分を確保するために式の規定を守らず、官物の補填や国儲への割り振りを行わずに公廨稲を分配する国司もおり、官物の欠失未納の増加の一因となった。
運営とそこから出た利稲の配分に関する記録は毎年集計されて「公廨処分帳」として作成され、民部省・主税寮に提出していた（ただし、現存せず）。『延喜式』では正税の出挙稲と同額の公廨稲の設置が規定されている。天平宝字2年（758年）には大宰府の官人に対しても「府官公廨」が筑・豊・肥の計6ヶ国に計100万束置かれている。
ところが、中央財政の不足による転用や官物の欠失未納の増加によって諸国が持つ公廨稲では補えなくなったとして延暦9年（790年）に欠失未納分を全て免じて補填に充てる額の上限を設けて公廨稲の立て直しに当たらざるを得なくなった。以後、延暦年間には欠失未納分の共填（職員全員の連帯責任で補填を行う）化や公廨稲の一時廃止も含めた改革も行われたが十分なものではなかった。平安時代中期以後、年料給分制度の登場とともに国司の目や掾を「二分の官」「三分の官」と呼ばれるようになるがこれは任官によって得られる公廨稲の配分原則に由来する。その一方で正税・公廨稲ともに実質は失われて崩壊していき、11世紀に入ると歴史から姿を消すことになる。